# Przestrzeń Stone’a
Zasugerowano, aby zintegrować ten artykuł z artykułem twierdzenie Stone’a o reprezentacji algebr Boole’a. Nie opisano powodu propozycji integracji.
Przestrzeń Stone’a – przestrzeń topologiczna w rodzinie filtrów pierwszych danej kraty rozdzielnej (lub, co na jedno wychodzi, rodzinie ultrafiltrów w przypadku, gdy krata ta jest reduktem algebry Boole’a), która „koduje” informacje o wspomnianej kracie (algebrze Boole’a). W przypadku algebr Boole’a odpowiadające im przestrzenie Stone’a są zwartymi, zerowymiarowymi przestrzeniami Hausdorffa i często właśnie z tego względu przestrzenie topologiczne o tych trzech własnościach nazywane są również przestrzeniami Stone’a. Istnieje wzajemnie jednoznaczna odpowiedniość między kratami rozdzielnymi/algebrami Boole’a a przestrzeniami Stone’a (zob. twierdzenie Birkhoffa-Stone’a/twierdzenie Stone’a o reprezentacji algebr Boole’a), która jest szczególnym przypadkiem tzw. dualizmu Stone’a.

## Definicja
Niech {\displaystyle K} będzie kratą rozdzielną i niech {\displaystyle {\mathcal {S}}_{K}} będzie rodziną wszystkich filtrów pierwszych w {\displaystyle K.} Odwzorowanie {\displaystyle {\boldsymbol {\Phi }}\colon K\to {\mathcal {P}}{\big (}{\mathcal {S}}_{K}{\big )}} dane wzorem
{\displaystyle {\boldsymbol {\Phi }}(a):=\{F\in {\mathcal {S}}_{K}:\;a\in F\,\},\,a\in K.}
nazywa się odwzorowaniem Stone’a.
Twierdzenie o reprezentacji dla krat rozdzielnych mówi, że odwzorowanie to jest monomorfizmem kraty {\displaystyle K} w kratę mnogościową na zbiorze {\displaystyle {\mathcal {P}}{\big (}{\mathcal {S}}_{K}{\big )}.}
Rodzina {\displaystyle {\boldsymbol {\Phi }}(K)} jest bazą pewnej przestrzeni topologicznej na {\displaystyle {\mathcal {S}}_{K}.} Właśnie tę przestrzeń nazywa się przestrzenią Stone’a. Odwzorowanie Stone’a przyjmuje jako wartości zbiory otwarte tej przestrzeni.